# Ostrivok, Volodîmîr-Volînskîi
Ostrivok (în ucraineană Острівок) este un sat în comuna Lotnîce din raionul Volodîmîr-Volînskîi, regiunea Volînia, Ucraina.

## Demografie
Componența lingvistică a localității Ostrivok
     Ucraineană (98,98%)
     Alte limbi (0,85%)
Conform recensământului din 2001, majoritatea populației localității Ostrivok era vorbitoare de ucraineană (98,98%), existând în minoritate și vorbitori de alte limbi.